# Lasiopogon delicatulus
Lasiopogon delicatulus là một loài ruồi trong họ Asilidae. Lasiopogon delicatulus được Melander miêu tả năm 1923. Loài này phân bố ở vùng Tân Bắc giới.